# Roy Dest
Roy Dest, artiestennaam van Roy van der Zanden, (Groningen, 13 december 1991) is een Nederlandse dj en muziekproducent.

## Biografie
Roy Dest is een trotse Groningse DJ/producer met een Trap, Dance en Future Bass geluid. Roy is in 2014 begonnen als DJ/producer met de track Avalache (feat. Alicia Madison) en leverde hem gelijk een notering op in de Beatport Top 100 en publishing contract bij Talpa/BMG. Hoewel Avalache een echte EDM track is heeft hij daarna vooral successen gehad met zijn tracks Let Me Go (feat. Lui Dodds) en Difficult in samenwerking met Kazkid (feat. Jalise Romy) die wereldwijd goed scoorden in de Spotify Viral Charts met als beste resultaat een 4e plek in de Nederlandse Viral top 50. Hoewel Roy Dest het goed doet in eigen land zit zijn grote fanbase vooral in de Verenigde Staten en de Scandinavische landen.
Als producer heeft Roy Dest al support gekregen voor zijn muziek van grote namen als Hardwell, Laidback Luke en Tommie Sunshine. Daarnaast gaan de streams van zijn uitgebrachte muziek op Spotify over de 1 miljoen en krijgt hij voet aan de grond als producer.
Door het uitbrengen van zijn muziek heeft Roy Dest zich ook al mogen melden als DJ op verschillende internationale podia zoals een optredens tijdens Amsterdam Dance Event, Miami WMC en gigs op Emporium Festival en Dance Valley Festival.

## Discografie

### Singles[4]
- 2014 - Roy Dest & Kaj Melsen, Avalanche met Alicia Madison (Chillbeat Records)
- 2015 - Roy Dest & Theory & Iwayo, Kenzo (Peak Hour Music)
- 2015 - Roy Dest & Jaiden, Louder (Peak Hour Music)
- 2015 - Roy Dest & Ronnie & Wylde, Pon Di Rave (Reepublic Records Denmark)
- 2016 - Roy Dest, Praise the Sun (Brooklyn Fire Records)
- 2016 - Roy Dest & Tim Hox, Let me go met Lui Dodds (FRNT Music)
- 2017 - Roy Dest, Drunken Love (FRNT Music)
- 2017 - Roy Dest & Kazkid, Difficult (Big & Dirty Records)
- 2018 - Roy Dest, I don't care (Big & Dirty Records)
- 2018 - Roy Dest, Ain't Nobody (Tribal Trap)

### Remixes
- 2014 - Franko Ovalles, Catanga - Roy Dest & Iwayo Remix (Chillbeat Records)
- 2014 - East & Young, Harpoon - Roy Dest & Iwayo Remix (Chillbeat Records)
- 2015 - Roy Dest & Iwayo, Kenzo - Dany Lorence Remix (Peak Hour Music)
- 2015 - Roy Dest & Iwayo, Kenzo - Dany Tong Apollo Remix (Peak Hour Music)
- 2015 - Maria Helena, Louder - Roy Dest & Jaiden Remix (Peak Hour Music)
- 2017 - LNY TNZ, Set You Free - Roy Dest Remix (Big & Dirty Records)
- 2018 - LNY TNZ, We Go Up - Roy Dest Remix (Barong Family)